# NHL Amateur Draft 1977
L'NHL Amateur Draft 1977 è stato il 15º draft della National Hockey League. Si è tenuto il 14 giugno 1977 presso gli uffici della National Hockey League di Montréal.
Il quindicesimo draft della National Hockey League si svolse ancora via teleconferenza presso gli uffici della National Hockey League di Montréal, sebbene fossero iniziate a circolare voci di una futura fusione delle migliori squadre della World Hockey Association con la NHL. I problemi finanziari che l'anno precedente avevano visto mettere in pericolo la franchigia dei Kansas City Scouts quell'anno coinvolsero invece la squadra dei Cleveland Barons, sull'orlo del fallimento. In attesa di sviluppi sull'iscrizione o meno per la stagione 1977-78 da parte dei Barons la lega decise di rimandare il draft fino a metà giugno. I Barons riuscirono temporaneamente a risolvere i loro problemi, permettendo lo svolgimento regolare del draft. Due giorni più tardi si sarebbe svolto il draft WHA, tuttavia dato il clima meno teso fra le due leghe non vi furono preoccupazioni per il breve arco di tempo lasciato per mettere contratto i giocatori selezionati dalle franchigie NHL. Il draft del 1977 fu l'ultimo ad essersi svolto in segreto, mentre dagli anni successivi sarebbe divenuto un evento pubblico.
I Detroit Red Wings selezionarono il centro Dale McCourt dai St. Catharines Fincups, i Colorado Rockies invece come seconda scelta puntarono sul difensore Barry Beck, proveniente dai New Westminster Bruins, mentre i Washington Capitals scelsero in terza posizione il difensore Robert Picard dei Montreal Juniors. Fra i 185 giocatori selezionati 104 erano attaccanti, 57 erano difensori mentre 24 erano portieri. Dei giocatori scelti 97 giocarono in NHL, 8 vinsero la Stanley Cup mentre 2 entrarono a far parte della Hockey Hall of Fame.

## Turni
|  | = NHL All-Star |  |  | = NHL All-Star e NHL All-Star Team |  |  | = Membro della Hall of Fame |

Legenda delle posizioni

A = Attaccante   AD = Ala destra   AS = Ala sinistra   C = Centro   D = Difensore   P = Portiere

### Primo giro
| #  | Giocatore           | Nazionalità | Squadra NHL                         | Squadra di provenienza        |
| -- | ------------------- | ----------- | ----------------------------------- | ----------------------------- |
| 1  | Dale McCourt (C)    | Canada      | Detroit Red Wings                   | Hamilton Fincups (OMJHL)      |
| 2  | Barry Beck (D)      | Canada      | Colorado Rockies                    | New Westminster Bruins (WCHL) |
| 3  | Robert Picard (D)   | Canada      | Washington Capitals                 | Montreal Juniors (QMJHL)      |
| 4  | Jere Gillis (AS)    | Canada      | Vancouver Canucks                   | Sherbrooke Castors (QMJHL)    |
| 5  | Mike Crombeen (AD)  | Canada      | Cleveland Barons                    | Kingston Canadians (OMJHL)    |
| 6  | Doug Wilson (D)     | Canada      | Chicago Blackhawks                  | Ottawa 67's (OMJHL)           |
| 7  | Brad Maxwell (C)    | Canada      | Minnesota North Stars               | New Westminster Bruins (WCHL) |
| 8  | Lucien DeBlois (AD) | Canada      | New York Rangers (da St. Louis)     | Peterborough Petes (OMJHL)    |
| 9  | Scott Campbell (D)  | Canada      | St. Louis Blues                     | London Knights (OMJHL)        |
| 10 | Mark Napier (AD)    | Canada      | Montreal Canadiens (da Atlanta)     | Birmingham Bulls (WHA)        |
| 11 | John Anderson (AD)  | Canada      | Toronto Maple Leafs                 | Toronto Marlboros (OMJHL)     |
| 12 | Trevor Johansen (D) | Canada      | Toronto Maple Leafs (da Pittsburgh) | Toronto Marlboros (OMJHL)     |
| 13 | Ron Duguay (C)      | Canada      | New York Rangers (da Los Angeles)   | Sudbury Wolves (OMJHL)        |
| 14 | Ric Seiling (AD)    | Canada      | Buffalo Sabres                      | Hamilton Fincups (OMJHL)      |
| 15 | Mike Bossy (AD)     | Canada      | New York Islanders                  | Laval Titan (QMJHL)           |
| 16 | Dwight Foster (AD)  | Canada      | Boston Bruins                       | Kitchener Rangers (OMJHL)     |
| 17 | Kevin McCarthy (D)  | Canada      | Philadelphia Flyers                 | Winnipeg Monarchs (WCHL)      |
| 18 | Norm Dupont (AS)    | Canada      | Montreal Canadiens                  | Montreal Juniors (QMJHL)      |

### Secondo giro
| #  | Giocatore            | Nazionalità | Squadra NHL                                   | Squadra di provenienza        |
| -- | -------------------- | ----------- | --------------------------------------------- | ----------------------------- |
| 19 | Jean Savard (C)      | Canada      | Chicago Blackhawks (da Detroit)               | Québec Remparts (QMJHL)       |
| 20 | Miles Zaharko (D)    | Canada      | Atlanta Flames (da Colorado)                  | New Westminster Bruins (WCHL) |
| 21 | Mark Lofthouse (AD)  | Canada      | Washington Capitals                           | New Westminster Bruins (WCHL) |
| 22 | Jeff Bandura (D)     | Canada      | Vancouver Canucks                             | Portland Winterhawks (WCHL)   |
| 23 | Daniel Chicoine (AD) | Canada      | Cleveland Barons                              | Sherbrooke Castors (QMJHL)    |
| 24 | Bob Gladney (D)      | Canada      | Toronto Maple Leafs (da Chicago)              | Oshawa Generals (OMJHL)       |
| 25 | Dave Semenko (AS)    | Canada      | Minnesota North Stars                         | Brandon Wheat Kings (WCHL)    |
| 26 | Mike Keating (AS)    | Canada      | New York Rangers                              | Hamilton Fincups (OMJHL)      |
| 27 | Neil Labatte (D)     | Canada      | St. Louis Blues                               | Toronto Marlboros (OMJHL)     |
| 28 | Red Laurence (C)     | Canada      | Atlanta Flames                                | Kitchener Rangers (OMJHL)     |
| 29 | Rocky Saganiuk (AD)  | Canada      | Toronto Maple Leafs                           | Lethbridge Broncos (WCHL)     |
| 30 | Jim Hamilton (AD)    | Canada      | Pittsburgh Penguins                           | London Knights (OMJHL)        |
| 31 | Brian Hill (AD)      | Canada      | Atlanta Flames (da Los Angeles via Vancouver) | Medicine Hat Tigers (WCHL)    |
| 32 | Ron Areshenkoff (C)  | Canada      | Buffalo Sabres                                | Medicine Hat Tigers (WCHL)    |
| 33 | John Tonelli (C)     | Canada      | New York Islanders                            | Houston Aeros (WHA)           |
| 34 | Dave Parro (P)       | Canada      | Boston Bruins                                 | Saskatoon Blades (WCHL)       |
| 35 | Tom Gorence (AD)     | Stati Uniti | Philadelphia Flyers                           | Minnesota Gophers (WCHA)      |
| 36 | Rod Langway (D)      | Stati Uniti | Montreal Canadiens                            | N. Hampshire Wildcats (ECAC)  |

### Terzo giro
| #  | Giocatore          | Nazionalità | Squadra NHL                         | Squadra di provenienza        |
| -- | ------------------ | ----------- | ----------------------------------- | ----------------------------- |
| 37 | Rick Vasko (D)     | Canada      | Detroit Red Wings                   | Peterborough Petes (OMJHL)    |
| 38 | Doug Berry (C)     | Canada      | Colorado Rockies                    | Denver Pioneers (WCHA)        |
| 39 | Eddy Godin (AD)    | Canada      | Washington Capitals                 | Québec Remparts (QMJHL)       |
| 40 | Glen Hanlon (P)    | Canada      | Vancouver Canucks                   | Brandon Wheat Kings (WCHL)    |
| 41 | Reg Kerr (AS)      | Canada      | Cleveland Barons (da St. Louis)     | Kamloops Chiefs (WCHL)        |
| 42 | Guy Lash (AD)      | Canada      | Cleveland Barons (da Chicago)       | Winnipeg Monarchs (WCHL)      |
| 43 | Alain Côté (AS)    | Canada      | Montreal Canadiens (da Minnesota)   | Chic. Saguenéens (QMJHL)      |
| 44 | Steve Baker (P)    | Stati Uniti | New York Rangers                    | Union Dutchmen (ECAC)         |
| 45 | Tom Roulston (C)   | Canada      | St. Louis Blues                     | Winnipeg Monarchs (WCHL)      |
| 46 | Pierre Lagacé (AS) | Canada      | Montreal Canadiens (da Atlanta)     | Québec Remparts (QMJHL)       |
| 47 | Randy Pierce (AD)  | Canada      | Colorado Rockies (da Toronto)       | Sudbury Wolves (OMJHL)        |
| 48 | Kim Davis (C)      | Canada      | Pittsburgh Penguins                 | Flin Flon Bombers (WCHL)      |
| 49 | Moe Robinson (D)   | Canada      | Montreal Canadiens (da Los Angeles) | Kingston Canadians (OMJHL)    |
| 50 | Hector Marini (AD) | Canada      | New York Islanders (da Buffalo)     | Sudbury Wolves (OMJHL)        |
| 51 | Bruce Andres (AD)  | Canada      | New York Islanders                  | New Westminster Bruins (WCHL) |
| 52 | Mike Forbes (D)    | Canada      | Boston Bruins                       | Hamilton Fincups (OMJHL)      |
| 53 | Dave Hoyda (AS)    | Canada      | Philadelphia Flyers                 | Portland Winterhawks (WCHL)   |
| 54 | Gordie Roberts (D) | Stati Uniti | Montreal Canadiens                  | NE Whalers (WHA)              |

### Quarto giro
| #  | Giocatore             | Nazionalità | Squadra NHL                          | Squadra di provenienza       |
| -- | --------------------- | ----------- | ------------------------------------ | ---------------------------- |
| 55 | John Hilworth (D)     | Canada      | Detroit Red Wings                    | Medicine Hat Tigers (WCHL)   |
| 56 | Dave Morrow (D)       | Canada      | Vancouver Canucks (da Colorado)      | Calgary Wranglers (WCHL)     |
| 57 | Nelson Burton (AS)    | Canada      | Washington Capitals                  | Québec Remparts (QMJHL)      |
| 58 | Murray Bannerman (P)  | Canada      | Detroit Red Wings                    | Victoria Cougars (WCHL)      |
| 59 | John Baby (D)         | Canada      | Cleveland Barons                     | Sudbury Wolves (OMJHL)       |
| 60 | Randy Ireland (P)     | Canada      | Chicago Blackhawks                   | Portland Winterhawks (WCHL)  |
| 61 | Kevin McCloskey (D)   | Canada      | Minnesota North Stars                | Calgary Wranglers (WCHL)     |
| 62 | Mario Marois (D)      | Canada      | New York Rangers                     | Québec Remparts (QMJHL)      |
| 63 | Tony Currie (AD)      | Canada      | St. Louis Blues                      | Portland Winterhawks (WCHL)  |
| 64 | Rob Holland (P)       | Canada      | Montreal Canadiens (da Atlanta)      | Montreal Juniors (QMJHL)     |
| 65 | Dan Eastman (AD)      | Canada      | Toronto Maple Leafs                  | London Knights (OMJHL)       |
| 66 | Mark Johnson (C)      | Stati Uniti | Pittsburgh Penguins                  | Wisconsin Badgers (WCHA)     |
| 67 | Yves Guillemette (P)  | Canada      | Philadelphia Flyers (da Los Angeles) | Shawinigan Dynamos (QMJHL)   |
| 68 | Bill Stewart (D)      | Canada      | Buffalo Sabres                       | Niagara Falls Flyers (OMJHL) |
| 69 | Steve Stoyanovich (C) | Canada      | New York Islanders                   | RPI Engineers (ECAC)         |
| 70 | Brian McGregor (AD)   | Canada      | Boston Bruins                        | Saskatoon Blades (WCHL)      |
| 71 | Rene Hamelin (AS)     | Canada      | Philadelphia Flyers                  | Shawinigan Dynamos (QMJHL)   |
| 72 | Jim Craig (P)         | Stati Uniti | Atlanta Flames (da Montreal)         | Boston U. Terriers (ECAC)    |

### Quinto giro
| #  | Giocatore               | Nazionalità | Squadra NHL                       | Squadra di provenienza          |
| -- | ----------------------- | ----------- | --------------------------------- | ------------------------------- |
| 73 | Jim Korn (D)            | Stati Uniti | Detroit Red Wings                 | Providence Friars (ECAC)        |
| 74 | Mike Dwyer (AS)         | Canada      | Colorado Rockies                  | Niagara Falls Flyers (OMJHL)    |
| 75 | Denis Turcotte (D)      | Canada      | Washington Capitals               | Québec Remparts (QMJHL)         |
| 76 | Steve Hazlett (C)       | Canada      | Vancouver Canucks                 | Hamilton Fincups (OMJHL)        |
| 77 | Owen Lloyd (D)          | Canada      | Cleveland Barons                  | Medicine Hat Tigers (WCHL)      |
| 78 | Gary Platt (C)          | Canada      | Chicago Blackhawks                | Sorel Éperviers (QMJHL)         |
| 79 | Bob Parent (D)          | Canada      | Minnesota North Stars             | Kingston Canadians (OMJHL)      |
| 80 | Benoit Gosselin (AS)    | Canada      | New York Rangers                  | Trois-Rivières Draveurs (OMJHL) |
| 81 | Bruce Hamilton (AS)     | Canada      | St. Louis Blues                   | Saskatoon Blades (WCHL)         |
| 82 | Curt Christofferson (D) | Stati Uniti | Atlanta Flames                    | Colorado C. Tigers (WCHA)       |
| 83 | John Wilson (AS)        | Canada      | Toronto Maple Leafs               | Windsor Spitfires (OMJHL)       |
| 84 | Julian Baretta (P)      | Canada      | Los Angeles Kings (da Pittsburgh) | Kingston Canadians (OMJHL)      |
| 85 | Warren Holmes (C)       | Canada      | Los Angeles Kings                 | Ottawa 67's (OMJHL)             |
| 86 | Rich Sirois (P)         | Canada      | Buffalo Sabres                    | Laval Titan (QMJHL)             |
| 87 | Markus Mattsson (P)     | Finlandia   | New York Islanders                | Ilves (SM-liiga)                |
| 88 | Doug Butler (D)         | Canada      | Boston Bruins                     | Saint Louis Billikens (CCHA)    |
| 89 | Dan Clark (D)           | Canada      | Philadelphia Flyers               | Kamloops Chiefs (WCHL)          |
| 90 | Gaetan Rochette (AS)    | Canada      | Montreal Canadiens                | Shawinigan Dynamos (QMJHL)      |

### Sesto giro
| #   | Giocatore            | Nazionalità | Squadra NHL           | Squadra di provenienza        |
| --- | -------------------- | ----------- | --------------------- | ----------------------------- |
| 91  | Jim Baxter (P)       | Canada      | Detroit Red Wings     | Union Dutchmen (ECAC)         |
| 92  | Dan Lempe (C)        | Stati Uniti | Colorado Rockies      | MN Duluth Bulldogs (WCHA)     |
| 93  | Perry Schnarr (AD)   | Canada      | Washington Capitals   | Denver Pioneers (WCHA)        |
| 94  | Brian Drumm (AS)     | Canada      | Vancouver Canucks     | Peterborough Petes (OMJHL)    |
| 95  | Jeff Allan (D)       | Canada      | Cleveland Barons      | Hull Olympiques (QMJHL)       |
| 96  | Jack O'Callahan (D)  | Stati Uniti | Chicago Blackhawks    | Boston U. Terriers (ECAC)     |
| 97  | Jamie Gallimore (AD) | Canada      | Minnesota North Stars | Kamloops Chiefs (WCHL)        |
| 98  | John Bethel (AS)     | Canada      | New York Rangers      | Boston U. Terriers (ECAC)     |
| 99  | Gary McMonagle (C)   | Canada      | St. Louis Blues       | Peterborough Petes (OMJHL)    |
| 100 | Bernard Harbec (D)   | Canada      | Atlanta Flames        | Laval Titan (QMJHL)           |
| 101 | Roy Sommer (AS)      | Stati Uniti | Toronto Maple Leafs   | Calgary Wranglers (WCHL)      |
| 102 | Greg Millen (P)      | Canada      | Pittsburgh Penguins   | Peterborough Petes (OMJHL)    |
| 103 | Randy Rudnyk (AD)    | Canada      | Los Angeles Kings     | New Westminster Bruins (WCHL) |
| 104 | Wayne Ramsey (D)     | Canada      | Buffalo Sabres        | Brandon Wheat Kings (WCHL)    |
| 105 | Steve Letzgus (D)    | Stati Uniti | New York Islanders    | Michigan Tech Huskies (WCHA)  |
| 106 | Keith Johnson (D)    | Canada      | Boston Bruins         | Saskatoon Blades (WCHL)       |
| 107 | Alain Chaput (C)     | Canada      | Philadelphia Flyers   | Sorel Éperviers(QMJHL)        |
| 108 | Bill Himmelright (D) | Stati Uniti | Montreal Canadiens    | ND Fighting Hawks (WCHA)      |

### Settimo giro
| #   | Giocatore               | Nazionalità | Squadra NHL           | Squadra di provenienza          |
| --- | ----------------------- | ----------- | --------------------- | ------------------------------- |
| 109 | Randy Wilson (AS)       | Stati Uniti | Detroit Red Wings     | Providence Friars (ECAC)        |
| 110 | Rick Doyle (AS)         | Canada      | Colorado Rockies      | London Knights (OMJHL)          |
| 111 | Rollie Boutin (P)       | Canada      | Washington Capitals   | Lethbridge Broncos (WCHL)       |
| 112 | Ray Creasy (C)          | Canada      | Vancouver Canucks     | New Westminster Bruins (WCHL)   |
| 113 | Mark Toffolo (D)        | Stati Uniti | Cleveland Barons      | Chic. Saguenéens (QMJHL)        |
| 114 | Floyd Lahache (D)       | Canada      | Chicago Blackhawks    | Sherbrooke Castors (QMJHL)      |
| 115 | Jean-Pierre Sanvido (P) | Canada      | Minnesota North Stars | Trois-Rivières Draveurs (QMJHL) |
| 116 | Bob Sullivan (AS)       | Canada      | New York Rangers      | Chic. Saguenéens (QMJHL)        |
| 117 | Matti Forss (C)         | Finlandia   | St. Louis Blues       | Lukko Rauma (SM-liiga)          |
| 118 | Bob Gould (AD)          | Canada      | Atlanta Flames        | N. Hampshire Wildcats (ECAC)    |
| 119 | Lynn Jorgenson (AS)     | Canada      | Toronto Maple Leafs   | Toronto Marlboros (OMJHL)       |
| 120 | Bob Suter (D)           | Stati Uniti | Los Angeles Kings     | Wisconsin Badgers (WCHA)        |
| 121 | Harald Luckner (C)      | Svezia      | New York Islanders    | Färjestad (Elitserien)          |
| 122 | Ralph Cox (AD)          | Stati Uniti | Boston Bruins         | N. Hampshire Wildcats (ECAC)    |
| 123 | Richard Dalpe (C)       | Canada      | Philadelphia Flyers   | Trois-Rivières Draveurs (QMJHL) |
| 124 | Richard Sevigny (P)     | Canada      | Montreal Canadiens    | Sherbrooke Castors (QMJHL)      |

### Ottavo giro
| #   | Giocatore             | Nazionalità | Squadra NHL                          | Squadra di provenienza          |
| --- | --------------------- | ----------- | ------------------------------------ | ------------------------------- |
| 125 | Ray Roy (C)           | Stati Uniti | Detroit Red Wings                    | Sherbrooke Castors (QMJHL)      |
| 126 | Joe Contini (C)       | Canada      | Colorado Rockies                     | Hamilton Fincups (OMJHL)        |
| 127 | Brent Tremblay (D)    | Canada      | Washington Capitals                  | Trois-Rivières Draveurs (QMJHL) |
| 128 | Grant Eakin (AS)      | Canada      | Cleveland Barons                     | Lethbridge Broncos (WCHL)       |
| 129 | Jeff Geiger (D)       | Canada      | Chicago Blackhawks                   | Ottawa 67's (OMJHL)             |
| 130 | Greg Tebbutt (D)      | Canada      | Minnesota North Stars                | Regina Pats (WCHL)              |
| 131 | Lance Nethery (C)     | Canada      | New York Rangers                     | Cornell Big Red (ECAC)          |
| 132 | Raimo Hirvonen (D)    | Finlandia   | St. Louis Blues                      | HIFK (SM-liiga)                 |
| 133 | Jim Bennett (AS)      | Stati Uniti | Atlanta Flames                       | Brown Bears (ECAC)              |
| 134 | Kevin Howe (D)        | Canada      | Toronto Maple Leafs                  | S.S. Marie Greyhounds (OMJHL)   |
| 135 | Pete Peeters (P)      | Canada      | Philadelphia Flyers (da Pittsburgh)  | Medicine Hat Tigers (WCHL)      |
| 136 | Clint Eccles (AS)     | Stati Uniti | Philadelphia Flyers (da Buffalo)     | Kamloops Chiefs (WCHL)          |
| 137 | Keith Hendrickson (D) | Stati Uniti | Montreal Canadiens (da NY Islanders) | MN Duluth Bulldogs (WCHA)       |
| 138 | Mario Claude (D)      | Canada      | Boston Bruins                        | Sherbrooke Castors (QMJHL)      |
| 139 | Mike Greeder (D)      | Stati Uniti | Philadelphia Flyers                  | St. Paul Vulcans (MWJHL)        |
| 140 | Mike Reilly (AD)      | Stati Uniti | Montreal Canadiens                   | Colorado C. Tigers (WCHA)       |

### Nono giro
| #   | Giocatore           | Nazionalità | Squadra NHL                          | Squadra di provenienza         |
| --- | ------------------- | ----------- | ------------------------------------ | ------------------------------ |
| 141 | Kip Churchill (C)   | Canada      | Detroit Red Wings                    | Union Dutchmen (ECAC)          |
| 142 | Jack Hughes (D)     | Stati Uniti | Colorado Rockies                     | Harvard Crimson (ECAC)         |
| 143 | Don Micheletti (AS) | Stati Uniti | Washington Capitals                  | Minnesota Gophers (WCHA)       |
| 144 | Steve Ough (D)      | Canada      | Chicago Blackhawks                   | Laval Titan (QMJHL)            |
| 145 | Keith Hanson (D)    | Stati Uniti | Minnesota North Stars                | Austin Mavericks (MWJHL)       |
| 146 | Alex Jeans (C)      | Canada      | New York Rangers                     | University of Toronto (CIAU)   |
| 147 | Bjorn Olsson (D)    | Svezia      | St. Louis Blues                      | Färjestad (Elitserien)         |
| 148 | Tim Harrer (AD)     | Stati Uniti | Atlanta Flames                       | Minnesota Gophers (WCHA)       |
| 149 | Ray Robertson (D)   | Canada      | Toronto Maple Leafs                  | St. Lawrence Saints (ECAC)     |
| 150 | Tom Bauer (AS)      | Stati Uniti | Philadelphia Flyers (da Pittsburgh)  | Providence Friars (ECAC)       |
| 151 | Michel Bauman (AS)  | Canada      | Philadelphia Flyers (da Buffalo)     | Hull Olympiques (QMJHL)        |
| 152 | Barry Borrett (P)   | Canada      | Montreal Canadiens (da NY Islanders) | Cornwall Royals (QMJHL)        |
| 153 | Bruce Crowder (AD)  | Canada      | Philadelphia Flyers                  | N. Hampshire Wildcats (ECAC)   |
| 154 | Sid Tanchak (C)     | Canada      | Montreal Canadiens                   | Clarkson Golden Knights (ECAC) |

### Decimo giro
| #   | Giocatore             | Nazionalità | Squadra NHL                          | Squadra di provenienza         |
| --- | --------------------- | ----------- | ------------------------------------ | ------------------------------ |
| 155 | Lance Gattoni (D)     | Canada      | Detroit Red Wings                    | University of Toronto (CIAU)   |
| 156 | Archie Henderson (AD) | Canada      | Washington Capitals                  | Victoria Cougars (WCHL)        |
| 157 | Pete Raps (AS)        | Canada      | New York Rangers                     | W. Michigan Broncos (CCHA)     |
| 158 | Rob Nicholson (D)     | Stati Uniti | Philadelphia Flyers (da Pittsburgh)  | St. Paul Vulcans (MWJHL)       |
| 159 | Dave Isherwood (C)    | Canada      | Philadelphia Flyers (da Buffalo)     | Winnipeg Monarchs (WCHL)       |
| 160 | Mark Holden (P)       | Stati Uniti | Montreal Canadiens (da NY Islanders) | Brown Bears (ECAC)             |
| 161 | Steve Jones (P)       | Canada      | Philadelphia Flyers                  | Ohio State Buckeyes (CCHA)     |
| 162 | Craig Laughlin (AD)   | Canada      | Montreal Canadiens                   | Clarkson Golden Knights (ECAC) |

### Undicesimo giro
| #   | Giocatore        | Nazionalità | Squadra NHL                          | Squadra di provenienza     |
| --- | ---------------- | ----------- | ------------------------------------ | -------------------------- |
| 163 | Rob Plumb (AS)   | Canada      | Detroit Red Wings                    | Kingston Canadians (OMJHL) |
| 164 | Mike Brown (AD)  | Stati Uniti | New York Rangers                     | W. Michigan Broncos (CCHA) |
| 165 | Jim Trainor (D)  | Stati Uniti | Philadelphia Flyers (da Pittsburgh)  | Harvard Crimson (ECAC)     |
| 166 | Barry Duench (C) | Canada      | Philadelphia Flyers (da Buffalo)     | Kitchener Rangers (OMJHL)  |
| 167 | Dan Poulin (D)   | Canada      | Montreal Canadiens (da NY Islanders) | Chic. Saguenéens (QMJHL)   |
| 168 | Rod McNair (D)   | Canada      | Philadelphia Flyers                  | Ohio State Buckeyes (CCHA) |
| 169 | Tom McDonell (C) | Canada      | Montreal Canadiens                   | Ottawa 67's (OMJHL)        |

### Dodicesimo giro
| #   | Giocatore           | Nazionalità | Squadra NHL                          | Squadra di provenienza          |
| --- | ------------------- | ----------- | ------------------------------------ | ------------------------------- |
| 170 | Alain Belanger (AS) | Canada      | Detroit Red Wings                    | Trois-Rivières Draveurs (QMJHL) |
| 171 | Mark Miller (AS)    | Canada      | New York Rangers                     | Michigan Wolverines (WCHA)      |
| 172 | Mike Laycock (P)    | Canada      | Philadelphia Flyers (da Pittsburgh)  | Brown Bears (ECAC)              |
| 173 | Cary Farelli (AD)   | Canada      | Montreal Canadiens (da NY Islanders) | Toronto Marlboros (OMJHL)       |
| 174 | Carey Walker (P)    | Canada      | Montreal Canadiens                   | New Westminster Bruins (WCHL)   |

### Tredicesimo giro
| #   | Giocatore         | Nazionalità | Squadra NHL                          | Squadra di provenienza       |
| --- | ----------------- | ----------- | ------------------------------------ | ---------------------------- |
| 175 | Dean Willers (AD) | Regno Unito | Detroit Red Wings                    | Union Dutchmen (ECAC)        |
| 176 | Mark Wells (C)    | Stati Uniti | Montreal Canadiens (da NY Islanders) | Bowling Green Falcons (CCHA) |
| 177 | Stan Palmer (D)   | Stati Uniti | Montreal Canadiens                   | MN Duluth Bulldogs (WCHA)    |

### Quattordicesimo giro
| #   | Giocatore           | Nazionalità | Squadra NHL                          | Squadra di provenienza          |
| --- | ------------------- | ----------- | ------------------------------------ | ------------------------------- |
| 178 | Roland Cloutier (C) | Canada      | Detroit Red Wings                    | Trois-Rivières Draveurs (QMJHL) |
| 179 | Jean Belisle (P)    | Canada      | Montreal Canadiens (da NY Islanders) | Chic. Saguenéens (QMJHL)        |
| 180 | Bob Daly (P)        | Canada      | Montreal Canadiens                   | Ottawa 67's (OMJHL)             |

### Quindicesimo giro
| #   | Giocatore         | Nazionalità | Squadra NHL                          | Squadra di provenienza    |
| --- | ----------------- | ----------- | ------------------------------------ | ------------------------- |
| 181 | Ed Hill (AD)      | Stati Uniti | Detroit Red Wings                    | Vermont Catamounts (ECAC) |
| 182 | Bob Boileau (AD)  | Canada      | Montreal Canadiens (da NY Islanders) | Boston U. Terriers (ECAC) |
| 183 | John Costello (C) | Stati Uniti | Montreal Canadiens                   | UMass River Hawks (ECAC)  |

### Sedicesimo giro
| #   | Giocatore      | Nazionalità | Squadra NHL       | Squadra di provenienza  |
| --- | -------------- | ----------- | ----------------- | ----------------------- |
| 184 | Val James (AS) | Stati Uniti | Detroit Red Wings | Québec Remparts (QMJHL) |

### Diciassettesimo giro
| #   | Giocatore        | Nazionalità | Squadra NHL       | Squadra di provenienza   |
| --- | ---------------- | ----------- | ----------------- | ------------------------ |
| 185 | Grant Morin (AD) | Canada      | Detroit Red Wings | Calgary Wranglers (WCHL) |